# Wentworth (Karolina Północna)
Wentworth – miasto w Stanach Zjednoczonych, w stanie Karolina Północna, w hrabstwie Rockingham.